# Didrepanephorus bicallifer
Didrepanephorus bicallifer är en skalbaggsart som beskrevs av Wood-mason 1878. Didrepanephorus bicallifer ingår i släktet Didrepanephorus och familjen Rutelidae. Inga underarter finns listade i Catalogue of Life.